# Cuaternario en Cuba
El cuaternario en Cuba hace referencia al período geológico antropozoico, incluyendo el pleistoceno y el holoceno, en la isla de Cuba.

## Inicio

### El Terciario en Cuba
Emergió del océano, en el mismo se conoce que existieron numerosos animales como rayas y tiburones gigantes. De Sudamérica fueron a tierra firme numerosos vertebrados terrestres como monos, roedores y perezosos.

## Paleobiología

### Fauna marina
Aunque en el pleistoceno la fauna marina decreció un poco no fue menos interesante. Se conoce del Metaxiterium riveroi, dugón extinto, primo cercano del manatí y cuyo género se ha encontrado además en otras regiones del país.
Abundaron diversos peces, tortugas marinas como el carey y crustáceos y moluscos. Se hacía muy semejante a la actual.

### Reptiles cuaternarios
Los reptiles son básicamente los actuales, excepcionando algunos extintos lagartos del género Anolis. Está el cocodrilo cubano (Crocodylus rhombifer) y además la nueva especie emigrante del continente, el Crocodylus acutus. El majá de Santa María es enorme, de unos cuatro metros, es un bóido, serpiente característica de Sudamérica.

### Mamíferos extintos
Quizás la mayor diferencia a los animales actuales de los extintos radique en los mamífero. Constituían un enorme grupo de desdentados, jutías de todos los tamaños y monos.
Estos eran representantes del extinto Paralauta varonaii, semejante a un mono araña. El Baromys fue una minúscula jutía del tamaño de otros mamíferos del suelo como el almiquí(quien todavía ha sobrevivido en los montes del Oriente cubano) y la musaraña.
Los desdentados gigantes eran los llamados perezosos. Los había pequeños también como el caso del Neocnus gliniformis, no mayor que un gato doméstico. Pero en general eran grandes como el Habanocnus, de un metro. El mayor fue el Megalocnus rodens, de un imponente tamaño y peso. Según estudios recientes de los paleontólogos y arqueólogos cubanos, eran presa de los aborígenes que habitaron por primera vez Cuba. 

#### Murciélagos extintos
Los murciélagos vampiros (Desmodus rotundus) de Cuba están igualmente extintos. Conformaban seres medianos, de 75 cm de envergadura que absorbían la sangre de sus víctimas, fueran perezosos, monos e incluso personas nativas.

### Aves cuaternarias
En este período desaparecieron las carroñeras rapaces en su mayoría. Fueron sustituidas por las gigantescas strigiformes. Radican en las lechuzas y búhos asesinos que vivieron hace diez mil años en la isla. Sus restos dispersos por muchas localidades muestran imponentes picos y garras. Apenas volaban, tenían largas patas lo que las hacían tener una altura de más de un metro. El Ornimegalonyx oteroi y el Tyto noelii fueron el terror de diversos animales, quizás hasta de los mismos perezosos. Aunque se opina que junto a ellas vivieron otras especies más similares existen desacuerdos con la teoría. También estaba el halcón, de apariencia similar pero esta vez era un ave diurna.

## Fin delPleistoceno
El pleistoceno terminó hace diez mil años en Cuba. Los glaciares de la Era de Hielo se derritieron sumergiendo a gran parte del país entre ella su puente con la Isla de la Juventud y Haití. Por causas desconocidas se sabe que desapareció toda la fauna antes mencionada hasta quedar como la actual.

## Holoceno
El holoceno es el período geológico que comprende la actualidad. Cuba ha disminuido su territorio con el aumento del nivel del mar producto del deshielo del pleistoceno. Esto le ha hecho perder su conexión con Haití y la Isla de la Juventud.

### Terreno y suelos
Cuba contiene una gran diversidad en su suelo. Se debe mayormente a que ha sido emergida orogénicamente progresivamente de varios orígenes. Abundan los suelos y rocas calizas principalmente en el Occidente de Cuba. Los suelos arenosos se concentran en el oeste de Pinar del Río.

### Flora y fauna
Ha sido proporcionalmente reducida comparándola con la anterior, pero no deja de ser diversa y rica. Fundamentalmente en insectos, peces, aves y reptiles(principalmente lagartos Anolis ). 
Siguen existiendo (aunque algunas en peligro) las jutías como el Capromys pilorides . Además del almiquí, murciélagos(que siguen siendo numerosos) y el manatí.